# Herrarnas fristående i gymnastik vid olympiska sommarspelen 2000
Herrarnas fristående i gymnastik vid olympiska sommarspelen 2000 avgjordes den 17-24 september i Sydney SuperDome.

## Medaljörer
| Gren                 | Guld                   | Silver                 | Brons                    |
| Herrarnas fristående | Igors Vihrovs Lettland | Aleksej Nemov Ryssland | Jordan Jovtjev Bulgarien |

## Resultat

### Final
| Placering | Gymnast                  | Poäng |
| --------- | ------------------------ | ----- |
|           | Igors Vihrovs (LAT)      | 9.812 |
|           | Aleksej Nemov (RUS)      | 9.800 |
|           | Jordan Jovtjev (BUL)     | 9.787 |
| 4         | Yang Wei (CHN)           | 9.750 |
| 5         | Li Xiaopeng (CHN)        | 9.737 |
| 6         | Marian Drăgulescu (ROU)  | 9.712 |
| 7         | Morgan Hamm (USA)        | 9.262 |
| 8         | Jevgenij Podgornyj (RUS) | 8.550 |